# Тронський Йосип Мойсейович
Йосип Мойсейович Тронський (Троцький) (28.05.1897– 4.11. 1970) - історик античної історії, літератури.

## Біографія
И. М. Тронський (Троцький) народився 28 травня 1897 року в Одесі в родині вчителя початкової школи, де й отримав ази початкової освіти.
В 1912 - 1915 роках навчався в одеській приватній гімназії І. Раппопорта.
В 1919 році закінчив класичне відділення історико-філологічного факультету Новоросійського університету і за представленням професора  Б. Варнеке,  був зарахований «професорським стипендіатом» по кафедрі класичної філології.
Викладав латинську мову в гімназії І. Раппопорта,  латину та суспільствознавство у другій профтехнічній школі «Метеля».
Від грудня 1920 року  до 1923 року  працював в головній бібліотеці вищої школи Одеси, де послідовно займав посади завідувача кабінетом, класифікатора, завідувача алфавітного каталогу відділу поповнення, Завідувача бібліографічного відділу та проводив інструкторсько-методичну, класифікаційну й історико-бібліографічну роботу. В 1920 році брав участь у складанні всеросійського зведеного каталогу іноземної періодики.
У 1921 - 1923 роках  викладав  класичні мови в Одеському інституті народної освіти.  Одночасно працював в Одеському археологічному інституті бібліотекарем кабінету античних культур, викладачем латинської та давньогрецької мов.
У травні 1922 обраний науковим співробітником секції історії західноєвропейської античної культури та філософії (керівник М. Мандес) науково-дослідної кафедри історії культури (завідач А. Флоровський).
У вересні 1923 року виїхав з Одеси до Петрограду.  Отримав посаду позаштатного наукового співробітника (без окладу) в Інституті літератури й мови Заходу та Сходу.
23 червня 1924 року за рекомендацією М. Марра  був прийнятий на роботу в Державну публічну бібліотеку, в штаті якої пройшов шлях від помічника бібліотекаря до консультанта по загальним питанням класифікації. У червні 1930 року призначений до складу комісії по реорганізації структури бібліотеки за функціональним принципом, але вже в грудні переведений до відділу обробки, де очолив групу систематизації.
В 1926–1929 роках як доцент читав курс античної літератури в Ленінградському  державному університеті (ЛДУ), а згодом  в Ленінградському інституті філософії, лінгвістики й історі (ЛІФЛІ) (1931 - 1937 роки). В 1932 році увійшов до складу першої в СРСР кафедри класичних мов й літератури Ленінградського університету, де більше трьох десятиріч вів різні курси з історії античної літератури, класичних мов, керував роботою аспірантів.
У 1938 році  через негативну заангажованість свого прізвища Троцький в політиці, був вимушений його змінити і став Тронським. Удочерив доньку брата Ісака.
В 1938 році  без захисту дисертації присуджений  науковий ступінь кандидата філологічних наук, а в січні 1939 року присвоєно  вчене звання доцента.
У листопаді 1941 року  у блокадному Ленінграді на засіданні Вченої Ради ЛДУ захистив дисертацію «Історія античної літератури» на здобуття наукового ступеня доктора філологічних наук.
В 1942 році був евакуйований до Саратова, де продовжував читання старих курсів та розробляв нові (історія грецької мови, методика філологічних досліджень, порівняльна граматика індоєвропейських мов).
У липні 1943 року отримав диплом доктора філологічних наук й атестат професора.
Повернувшись у 1944 році до Ленінграду, поновив роботу в Ленінградському університеті.
У липні 1950 року став співробітником (за сумісництвом) Інституту мови та мислення АН СРСР (згодом - Інститут мовознавства), в ленінградському відділені якого з перервою в 5 років (1952–1957 рр.)  працював до кінця свого життя.
Помер 4 листопада 1970 року в Ленінграді.

## Наукова діяльність
У дореволюційний час підготував роботи «Інструментальна теорія істини у вченні А. Пуанкаре» (апробація у філософському гуртку Новоросійського університету,  1916 р.) та «Відношення Цицерона до пам'яток мистецтва» (золота медаль факультету, 1918 р.)  з історії античної літератури, яка стала предметом подальших серйозних досліджень.
В одеський період свого життя підготував та опублікував сім наукових статей: «Парабаза» (1919 р.), «Римская элегия и эллинистическая литература», «Заметки к римским поэтам» (1920 р.), «Гипотезы о возникновении происхождении аттической трагедии» (1921), «Материалы для комментария к Pervigilium Veneris», «Филологический метод» (1922 р.) та одну популярно-публіцистичну статтю «Из истории античной эротики. Сапфо». До середини 1923 року підготував статті про естетику Цицерона, аттичній драмі та римській елегії, які лягли в основу деяких робіт опублікованих у Ленінграді, де став провідним фахівцем, про що свідчить велика кількість опублікованих робіт.  Завдяки синтезу багаторічних та плідних досліджень його ім'я по праву увійшло в аннали світової науки.
В 1946 році текст докторської дисертації ліг в основу однойменної монографії "Історія античної літератури", яка витримала шість перевидань й до сих пір залишається однією з найбільш авторитетних робіт в літературознавстві.

### Праці
- Религия греческого пастуха/ И. М. Тронский // Религия и общество.–  Л., 1926. –  С. 126 -145.
- Миф о Дафнисе/ И. М. Тронский // Язык и литература. – Т. 8.  – Л., 1932. – С. 205 - 228.
- Античный миф и современная сказка/ И. М. Тронский. // Сергею Федоровичу Ольденбургу к пятидесятилетию научно-общественной деятельности 1882-1932: Сборник статей. –  Л.: Изд-во АН СССР, 1934.  –  С. 523-534.
- Проблемы гомеровского эпоса/И. М. Тронский //Гомер. Илиада. – М.-Л.: Академія, 1935. – С. 23 – 87.
- История античной литературы/ И. М. Тронский – Л.: Учпедгиз, 1946. –  496 с.
- Очерки по истории латинского языка/ И. М. Тронский. – М.-Л.: Изд-во АН СССР, 1953. – 274 с.
- Задачи советского языкознания в области античних языков/И. М. Тронский.// Известия  Академии Наук СССР. Отделение литературы и языка. – 1958. – T/ XVII, вып. 3.– С. 237  - 246.
- Історія античної літератури/ І. М. Тронський. – 2-ге вид. – К.: Радянська школа, 1959. – 594 с.
- Классические язики/И. М. Тронский//Советское языкознание за 50 лет. – М., 1967. – С. 143 – 157.
- Лингвистическое изучение древнегреческого язика в России (до.)/ И. М. Тронский//Acta antique Academiae scientiarum Hungaricae.   – T. XV, F. 1 - 4. – Budapest, 1967.  P. 1 – 26.
- Chrestiani (Tacit., Ann. XV, 44, 2) и Chrestus (Sueton., Div. Claud., 25, 4)./И. М. Тронский // Античность и современность. К 80-летию Ф. А. Петровского / Под ред. М.Е. Грабарь-Пассек и др.–   М.: Наука, 1972. – С. 34-43.
- Вопросы языкового развития в античном обществе/И. М. Тронский. – Л.: Наука, 1973. – 207 с.
- Историческая грамматика латинского языка. Общеиндоевропейское языковое состояние: Вопросы реконструкции/И. М. Тронский. 2-у доп. изд./ Отв. ред. Н. Н. Казанский.  – М.: Индрик, 2001. – XIII + 576 с.

## Родина
- Дружина: М. Гурфінкель - професор  Ленінградського державного  університету, історик німецької літератури.